# Compañía Sud Americana de Vapores
Compañía Sudaamericana de Vapores (CSAV) est une entreprise chilienne fondée en 1872, et faisant partie de l'IPSA, le principal indice boursier de la bourse de Santiago du Chili. Parmi les plus anciennes compagnies maritimes du monde, CSAV est présente dans plus de 80 pays. Il s'agit de la principale entreprise de logistique et de transport d'Amérique latine. On retrouve ses activités dans les transports de conteneurs, de vrac, les navires marchands, etc. 
Le groupe chilien Quiñenco, un des plus importants conglomérats chiliens, est actionnaire de CSAV à hauteur de 45,9%.

## Historique
En janvier 2014, Hapag-Lloyd et Compañía Sud Americana de Vapores annoncent vouloir passer un accord commercial qui créerait la 4e plus grande compagnie de transport de conteneurs au monde.